# Vùng 2 Cảnh sát biển Việt Nam
Bộ Tư lệnh Vùng 2 Cảnh sát biển trực thuộc Bộ Tư lệnh Cảnh sát biển là Bộ Tư lệnh cảnh sát biển độc lập tác chiến Quản lý và bảo vệ từ đảo Cồn Cỏ ( Quảng Trị ) tới Cù Lao Xanh (Bình Định) và biển Đông.

## Lịch sử hình thành
- Ngày 5/3/2004, Bộ Tư lệnh Quân chủng Hải quân đã quyết định thành lập khung Vùng 3 Cảnh sát biển  thuộc lực lượng Cảnh sát biển Việt Nam (tiền thân của Bộ Tư lệnh Vùng Cảnh sát biển 2 ngày nay).
- Sau hơn 3 năm xây dựng cơ sở hạ tầng, ngày 5/9/2007, Vùng Cảnh sát biển 3 chính thức được tổ chức biên chế các cơ quan, đơn vị và các tàu.
- Ngày 19/12/2009, Bộ trưởng Bộ Quốc phòng quyết định đổi tên Vùng Cảnh sát biển 3 thành Vùng Cảnh sát biển 2; quản lý vùng biển từ đảo Cồn Cỏ tỉnh Quảng Trị đến đảo Cù Lao Xanh thuộc tỉnh Bình Định.
- Ngày 10 tháng 9 năm 2014, Bộ trưởng Bộ Quốc phòng ký Quyết định đổi tên  Vùng  Cảnh sát biển 2 thành Bộ Tư lệnh Vùng Cảnh sát biển 2.[5]

## Nhiệm vụ
- Tuần tra, kiểm tra, kiểm soát để bảo vệ chủ quyền, quyền chủ quyền, quyền tài phán; giữ gìn an ninh, trật tự, an toàn; bảo vệ tài nguyên, phòng chống ô nhiễm môi trường, phát hiện, ngăn chặn đấu tranh chống các hành vi vi phạm pháp luật trên biển; hợp tác quốc tế, góp phần giữ gìn an ninh, trật tự, hòa bình và ổn định trên các vùng biển; tham gia cứu hộ, cứu nạn, khắc phục sự cố trên biển.

## Lãnh đạo hiện nay
- Tư lệnh: Thiếu tướng Trần Quang Tuấn (nguyên Phó tham mưu trưởng Cảnh sát biển Việt Nam)
- Chính ủy: Đại tá Lê Huy (nguyên Phó CNCT Cảnh sát biển Việt Nam)
- Phó Tư lệnh kiêm Tham mưu trưởng: Đại tá Trương Bá Long
- Phó chính ủy: Đại tá Trần Hồng Quế
- Phó Tư lệnh PL: Đại tá Doãn Ngọc Triết
- Phó Tư lệnh QS: Thượng tá Hoàng Quốc Đạt

## Tổ chức
- Phòng Tham mưu
- Phòng Chính trị
- Phòng Hậu cần - Kỹ thuật
- Phòng Pháp luật
- Phòng Phòng chống tội phạm vi phạm
- Trung tâm Tìm kiếm cứu nạn và Bảo vệ môi trường biển số 2
- Trung tâm Huấn luyện thực hành số 2
- Ban Quan hệ quốc tế
- Ban Tài chính
- Hải đoàn 21
- Hải đội 202
- Hải đội 23
- Trạm Cảnh sát biển 2